# Batalla de Cúl Dreimhne
La batalla de Cúl Dreimhne (también conocida como la Batalla del Libro) tuvo lugar en el siglo VI en el túath de Cairbre Drom Cliabh (actual condado de Sligo) en el noroeste de Irlanda. La fecha exacta de la batalla varía del 555 al 561 d. C. 560 dC es considerado como el año más probable por los eruditos modernos. La batalla se destaca por ser posiblemente uno de los primeros conflictos sobre derecho de autor en el mundo.

## Relatos tradicionales
Los relatos tradicionales atribuyen diferentes motivos a esta batalla. La más famosa es la historia sobre la copia de un libro perteneciente a San Finnian por parte de San Columba, un relato que aparece por primera vez en la Vida escrita por Manus O'Donnell, casi mil años después de que supuestamente ocurrieran los hechos alegados y, por lo tanto, una fuente muy poco fiable.

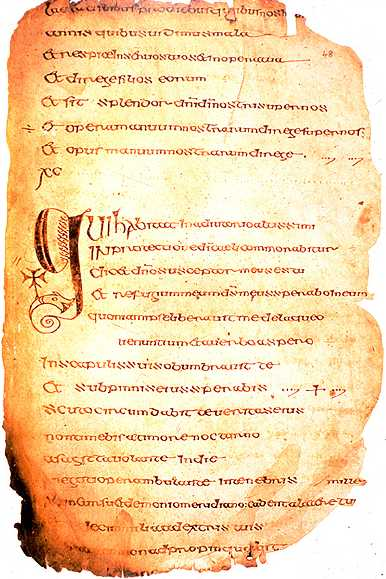
El Cathach de San Columba, objeto de disputa entre el mismo y San Finnian

Según O'Donnell, en algún momento alrededor de 560, el abad y misionero irlandés San Columba se vio envuelto en una disputa con San Finnian de la abadía de Movilla por un salterio (tradicionalmente se dice que es el Cathach de San Columba). Columba copió el manuscrito en el scriptorium bajo la dirección de San Finnian, con la intención de conservar la copia. San Finnian disputó su derecho a conservar la copia. Así, esta disputa era sobre la propiedad de la copia (si pertenecía a San Columba porque la copió o si pertenecía a San Finnian porque era dueño del original). El rey Diarmait mac Cerbaill emitió el juicio: "A cada vaca pertenece su ternero, por lo tanto, a cada libro pertenece su copia".
Columba no estuvo de acuerdo con el fallo del rey Diarmait en su contra y, según los informes, instigó una rebelión exitosa del clan Uí Néill contra el rey. Se afirmó que la batalla causó alrededor de 3.000 bajas.
Otra razón tradicional dada para la batalla se refiere a la violación del santuario. Los Anales de Tigernach para el año 559 registran la muerte de Curnan, hijo de Aed, hijo de Eochaid Tirmcharna por Diarmait mac Cerbaill, mientras que Curnan estaba 'bajo la protección de Colum Cille [Columba]'. Este Curnan era hijo de Aed, el rey de Connacht. La violación del santuario en el monasterio columbano de Kells por parte de Diarmait se da como motivo de la batalla.
De cualquier manera, como monje que había tomado las armas, Columba enfrentó un juicio por sus actos. Se dijo que el juicio resultó en que abandonara su tierra natal para partir a Escocia, donde fundó la abadía de Iona en 563. La sentencia estipulaba que debía ganar tantas almas para el cristianismo como las que se habían perdido en la batalla. Las Crónicas de Iona afirman que "En el segundo año después de la batalla de Cul-drebene, el año cuarenta y dos de su edad, Columba zarpó de Irlanda a Gran Bretaña deseando ser un peregrino para Cristo". Esta última nota contradice bastante la noción de que Columba había sido expulsado como castigo: más bien habría estado cumpliendo una vocación monástica.

## Investigaciones modernas
Sin embargo, estas versiones posteriores han sido cuestionadas por académicos modernos por varios motivos, particularmente porque las primeras menciones de la batalla no se refieren al incidente del libro. Pudo haber sido una batalla dinástica entre Cinel Cairbre y Diarmait Mac cerbaill que les había arrebatado la realeza en Tara después de la muerte de Tuathal Maelgarb.